# Peter Theo Curtis

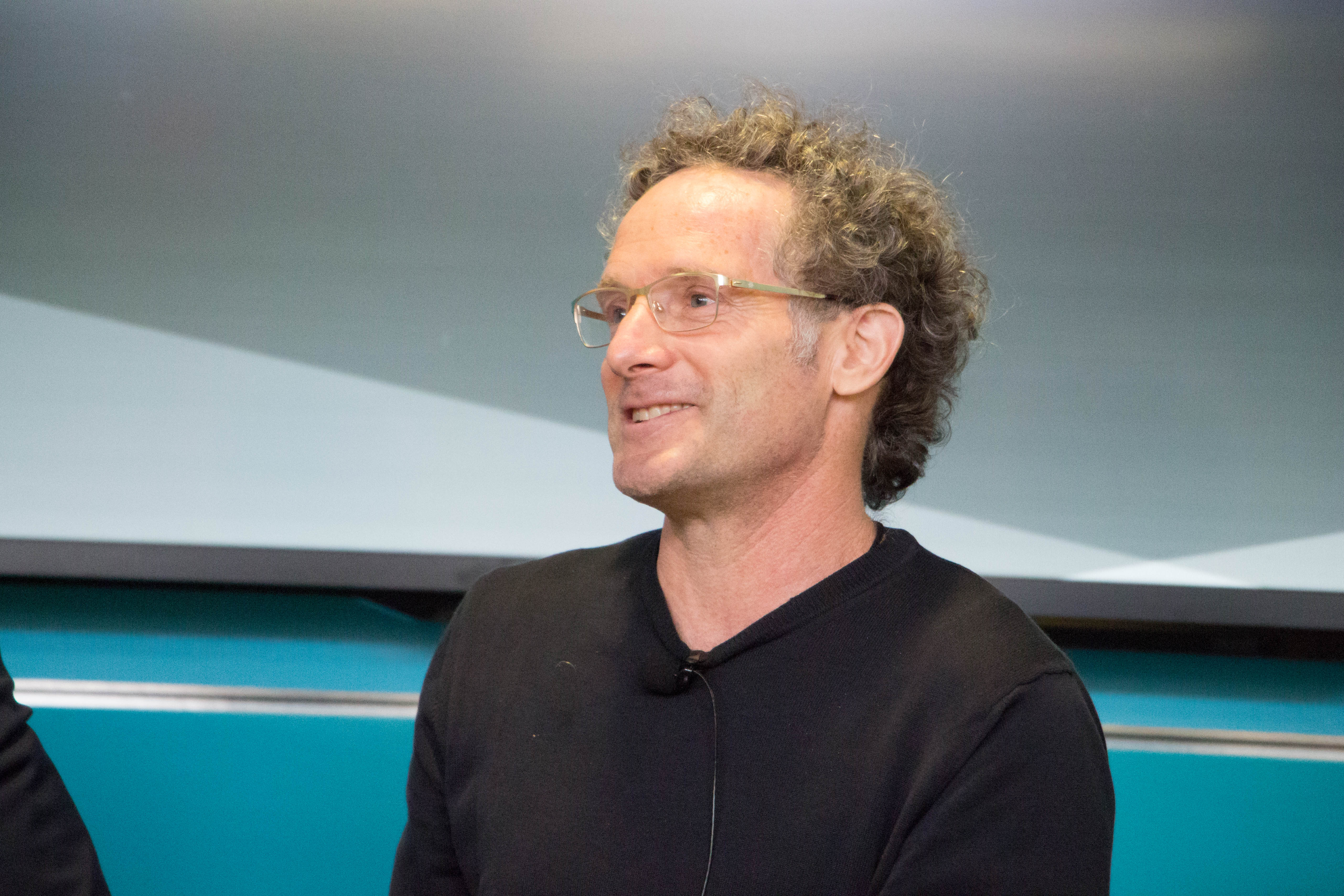
Peter Theo Curtis

Peter Theo Curtis (* 23. Oktober 1968 in Atlanta, Georgia als Peter Theophilus Eaton Padnos) ist ein US-amerikanischer Journalist, der durch seine knapp zweijährige Geiselhaft bei der islamistischen Terrorgruppe al-Nusra-Front in Syrien und seiner schließlichen Freilassung im August 2014 bekannt wurde.

## Früheres Leben und Karriere
Peter Theo Curtis wurde in Atlanta, Georgia geboren. Seine Eltern sind Michael Padnos, ein heute in Paris lebender Schriftsteller, und Nancy Curtis. Curtis absolvierte einen Bachelor-Abschluss am Middlebury College in Vermont und promovierte danach erfolgreich in Vergleichender Literaturwissenschaft an der University of Massachusetts in Amherst im Jahr 2000.
In den Jahren 1999 und 2000 unterrichtete er Lyrik im Woodstock Regional Correctional Facility, einem Gefängnis in Vermont. Seine Schüler waren junge Straftäter mit hohen Haftstrafen. Über seine Erfahrungen hierbei veröffentlichte er 2004 unter dem Namen Theo Padnos ein Buch mit dem Titel My Life Had Stood a Loaded Gun. Adolescents at the Apocalypse: A Teacher’s Notes. Später schrieb er, dass einer seiner Schüler eines Tages einen Zeitungsartikel über den „amerikanischen Taliban“ John Walker Lindh mit in den Unterricht gebracht habe. Schüler und Lehrer seien von dessen Geschichte fasziniert gewesen. Curtis sei bei der Behandlung des Themas zu dem Schluss gekommen, dass es sinnvoller sei, jungen Menschen in prekären Situationen zu helfen, bevor sie eine Straftat begehen, nicht nachdem sie bereits eine Straftat begangen haben.
Er beschloss daraufhin, junge Menschen aufzusuchen, die zum Islam konvertiert sind und sich radikalisierten. Zu diesem Zweck begann er, Arabisch zu lernen und den Koran zu studieren. Aus diesem Grund ging er auch im Jahr 2005 in den Jemen. Er arbeitete dort zunächst für den Yemen Observer in Sanaa, bevor er nach intensivem Koranstudium nach Dammaj im Nordwesten des Landes reisen konnte, wo sich eine der wichtigsten Bildungszentren des Salafismus befindet. Über seine Erfahrungen im Jemen schrieb er das Buch Undercover Muslim: A Journey Into Yemen, das 2011 veröffentlicht wurde. Der NDR strahlte am 24. Februar 2010 dazu auch eine Sendung aus, in der Curtis über seine gewonnenen Eindrücke berichtete. Nach seiner Zeit im Jemen lebte er auch eine Weile in Damaskus in Syrien. Er änderte seinen Namen in Peter Theo Curtis, um sicherer im Nahen Osten reisen zu können. Da er nach eigenen Angaben als freiberuflicher Journalist eher erfolglos gewesen sei, beschloss er 2012, erneut nach Syrien zu gehen, um direkt vom Bürgerkriegsgeschehen zu berichten.

## Entführung und Gefangenschaft
In der Nähe von Antakya in der Türkei wurde Curtis nahe der syrischen Grenze im Oktober 2012 gekidnappt. Er hält sich selbst für mitverantwortlich, da er unbesonnen mit ihm unbekannten Schmugglern über die Grenze nach Syrien gegangen sei, die ihn dann gefangen genommen hätten. Die Situation beschrieb er später mit folgenden Worten:
"It seemed to me that I had been walking calmly through an olive grove with Syrian friends, that a rent in the earth had opened, that I had fallen into the darkness and woken in a netherworld, the kind found in myths or nightmares."
"Es war, als wäre ich in aller Ruhe mit syrischen Freunden durch einen Olivenhain spaziert, als hätte sich ein Riss in der Erde aufgetan, als wäre ich ins Dunkle gefallen und im Niemandsland aufgewacht, so wie man es aus Mythen oder Albträumen kennt."
22 Monate lang wurde er an verschiedenen Orten in Syrien von der al-Nusra-Front festgehalten. Seine Familie erhielt währenddessen Lösegeldforderungen in einer Höhe zwischen 3 Mio. und 25 Mio. US-Dollar. Curtis sagt, er sei zwei Mal ausgebrochen, um sich bei der Freien Syrischen Armee in Sicherheit zu bringen, die ihn aber beide Male an die al-Nusra-Front ausgeliefert habe. Sechs Monate lang war er zusammen mit dem US-amerikanischen Foto-Journalisten Matt Schrier gefangen. Bei einem gemeinsam geplanten Fluchtversuch musste Curtis alleine in der Zelle zurückbleiben, während Schrier die Flucht gelang. Curtis wurde während seiner Haft über mehrere Zeiträume hinweg gefoltert und ihm wurde mehrmals mit seiner Exekution gedroht.

## Freilassung
Nur eine Woche nach der Enthauptung von James Foley, der in den Händen des IS war, wurde Curtis freigelassen. Auf den Golan-Höhen wurde er UN-Blauhelmsoldaten übergeben. Die Umstände, die zu seiner Freilassung geführt haben, sind unklar. Offenbar war die Regierung von Katar an den Vermittlungen beteiligt, welche erklärte, dass die Freilassung auf humanitärer Basis ohne Geldzahlungen erwirkt worden sei. Womöglich spielte auch eine Rolle, dass sich der IS und die al-Nusra-Front zerstritten hatten und sich die al-Nusra-Front durch eine Geste des guten Willens vom IS abzugrenzen versuchte. Dafür würde auch die Tatsache sprechen, dass kurz nach Curtis’ Freilassung die al-Nusra-Front ihre Streichung von einer internationalen Liste von Terror-Organisationen forderte. Hierfür nahm die Gruppe Blauhelmsoldaten als Geiseln, um die Vereinten Nationen zu erpressen.
Wenige Tage nach seiner Freilassung kehrte Curtis zurück nach Cambridge, Massachusetts. Am 29. Oktober 2014 erschien ein Essay im New York Times Magazine, in dem Curtis ausführlich über seine Zeit als Gefangener in Syrien berichtet.

## Sonstiges
Curtis ist in seiner Freizeit leidenschaftlicher Rennradfahrer. Er spricht neben Englisch auch fließend Französisch, Deutsch, Russisch und Arabisch.